# Kleinvernich
Kleinvernich is een plaats in de Duitse gemeente Weilerswist, deelstaat Noordrijn-Westfalen.